# Johann von Herbeck
Johann Ritter von Herbeck (ur. 25 grudnia 1831 w Wiedniu, zm. 28 października 1877 tamże) – austriacki kompozytor i dyrygent.

## Życiorys
Urodził się w 1831 w Wiedniu jako Johann Herbeck. Był praktycznie samoukiem. Dzięki wytrwałości z pozycji chórzysty osiągnął tytuł nauczyciela w wiedeńskim konserwatorium. W latach 1859–1870 oraz 1873–1877 dyrygował wiedeńskiej Gesellschaft der Musikfreunde, która dzięki jego energiczności i wyrobieniu osiągnęła szczyt wirtuozerii. Herbeck w 1866 został kapelmistrzem, a w latach 1871–1875 dyrektorem Opery Wiedeńskiej. Z posady zrezygnował, nie mogąc znieść intryg, których nie był w stanie tolerować.
Był miłośnikiem twórczości Franza Schuberta. Dyrygował orkiestrze podczas pierwszego wykonania Symfonii Niedokończonej w 1865. W 1867 dyrygował podczas pierwszego wykonania Ein deutsches Requiem, nach Worten der heiligen Schrift Johannesa Brahmsa. J. Herbeck przyczynił się też do wiedeńskiej premiery Śpiewakow norymberskich Wilhelma Richarda Wagnera. Kompozytor wywarł ogromny wpływ na kulturę muzyczną Wiednia. Wspierał Antona Brucknera. Hector Berlioz oceniał go jako wysokiej klasy dyrygenta.
Na trzy lata przed śmiercią muzyk otrzymał tytuł szlachecki. W 1885 syn kompozytora Ludwig wydał wspomnienia o ojcu.

## Odznaczenia
- Order Korony Żelaznej III Klasy (1873, Austro-Węgry)[3]
- Kawaler Orderu Franciszka Józefa (1868, Austro-Węgry)[3]
- Złoty Krzyż Zasługi Cywilnej z Koroną (Austro-Węgry)[3]
- Order Cesarski Róży IV Klasy (Brazylia)[3]
- Order św. Stanisława II Klasy (Rosja)[3]
- Order Ernesta Augusta I Klasy (Hanower)[3]

## Twórczość
Von Herbeck napisał szereg cenionych pieśni i utworów muzycznych. Do utworów na orkiestrę należą: Tanz-Momente, Künstlerfahrt, wariacje symfoniczne, symfonie (Symfonia D-dur na orkiestrę z organami) oraz Kwartet smyczkowy F-dur. Wiele dzieł znanych jest tylko z manuskryptów. Liczne chóry wykonują pieśń bożonarodzeniową Pueri concinite z muzyką napisaną przez von Herbecka.